# Tarisznyavár
A tarisznyavár, vigyázóház, elővár vagy fiókvár a török hódoltság idején, a 16–17. században jellemzően fából és földből, ritkábban kőből emelt egyszerűbb erődítés. A stratégiai elhelyezkedésű, jellemzően lakott, nagyobb településekhez vagy nemesi családokhoz kötődő váraktól nem csak lényegesen kisebb méretében és védelmi erejében, hanem szerepében is különbözött: a tarisznyavár és az ott állomásozó, 10-30 fős őrség elsődleges feladata a közeli nagyobb város vagy vár felé vezető utak biztosítása és ellenőrzése, ellenséges sereg közeledése esetén a központ értesítése volt. A történetírás több tarisznyavárat ismer, például Győr, Szentmárton és Korpona környékéről.
A tarisznyavár nem az utókor szóalkotása, hanem a korban kialakult kifejezés ezekre a kisebb erődítésekre, amelynek magyarázata az lehetett, hogy a közeli várból érkezők őrségváltáskor tarisznyában hozták magukkal az elemózsiát. A korabeli német szóhasználatban a tarisznyavárak német elnevezése Wachthaus volt, de az ennek megfeleltethető magyar őrház a tarisznyavárnál is kisebb, egy- vagy néhány fős őrséggel rendelkező építményeket jelölte (ezek további nevei góré, csardak, skártház). Ugyancsak megkülönböztetendőek a tarisznyaváraktól a lakosság és a jószág alkalmi védelmére szolgáló, fonott és sárral tapasztott palánkból emelt ún. latorkertek.